# سكارنافيجي
سكارنافيجي هي محافظة (بلدية) في مقاطعة كونيو في منطقة بيدمونت الإيطالية ، وتقع على بعد حوالي 45 كيلومتر (28 ميل) جنوب تورينو وحوالي 35 كيلومتر (22 ميل) شمال كونيو .